# Inferno - Canto ventiduesimo

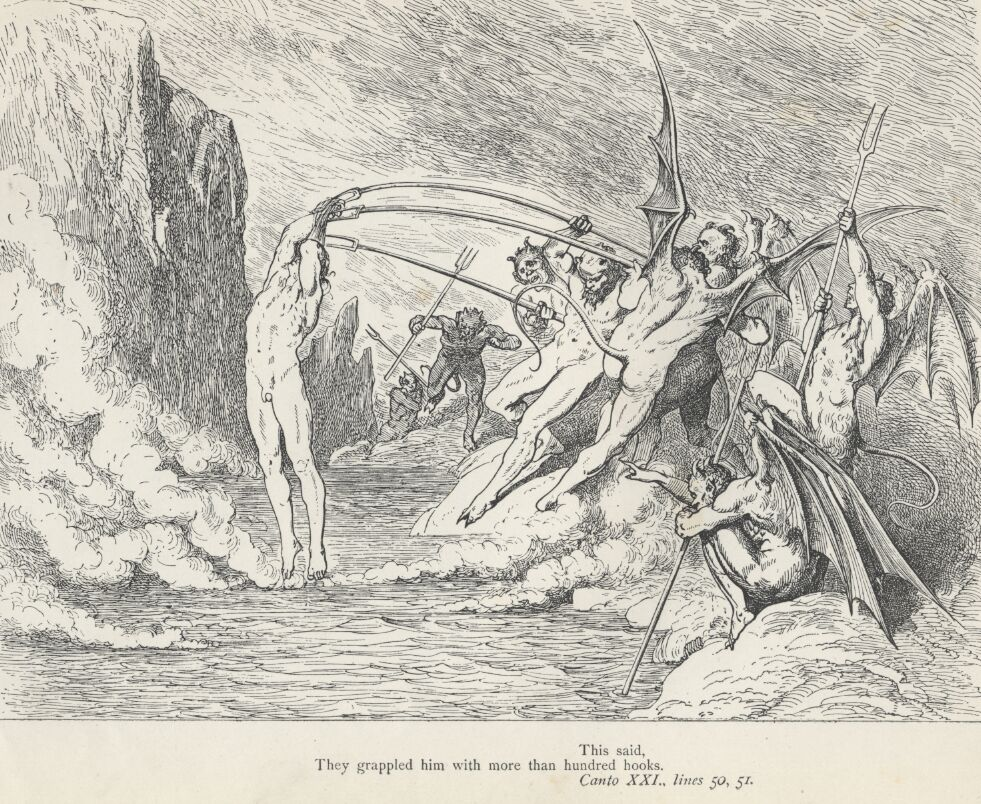
Ciampolo di Navarra, illustrazione di Gustave Doré

Il canto ventiduesimo dell'Inferno di Dante Alighieri si svolge nella quinta bolgia dell'ottavo cerchio, ove sono puniti i malversatori; siamo nel mattino del 9 aprile 1300 (Sabato Santo), o secondo altri commentatori del 26 marzo 1300.
È strettamente legato al precedente, del quale costituisce il "secondo atto" della commedia dei diavoli della bolgia dei barattieri.

## Incipit
(Anonimo commentatore dantesco del XIV secolo)

## Analisi del canto

### Diavoli e barattieri - versi 1-30

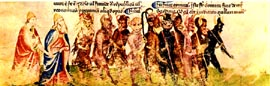
Anonimo pisano, Dante e Virgilio preceduti dai dieci demoni (1345)

Il canto inizia riallacciandosi direttamente al precedente e spiega con un'amplissima similitudine il suono del cul del diavolo fatto "trombetta". Dante vi richiama con dovizia di dettagli le proprie vicende biografiche, nelle quali ha avuto modo di vedere operazioni militari d'ogni tipo e tutti i segnali che le caratterizzano (la marcia, l'assalto, la rassegna, la ritirata, le sortite a cavallo, i tornei a squadra e in singolo mossi da suoni di trombe, campane, tamburi, segnali visivi dai castelli, cose all'italiana e cosa alla straniera, né pedoni, né navi che seguissero segnali di terra o le stelle), ma mai uno così strano come questo con cui i diavoli si mettono in marcia (cioè la scoreggia del loro comandante). Questa parentesi, dove Dante finge di essere un po' stupefatto e un po' saccente, è un chiaro esempio dello stile comico del brano dei barattieri: egli usa parole marziali e magniloquenti per metter su un divertissement basato sulla parodia.
Notevole è anche, all'inizio del canto, l'accumulazione di riferimenti militari che si riferiscono ad episodi autobiografici: Dante menziona la battaglia di Campaldino, che fu seguita dall'assedio di Caprona citato nel canto precedente; questa spedizione fiorentina del 1289 si tratta dell'unica esperienza militare che Dante ebbe (a quanto si sa).
Dante e Virgilio dunque stanno camminando in compagnia dei dieci demoni ("i Malebranche") lungo l'argine della bolgia, ma il pellegrino non è spaventato o inorridito (come per esempio sulla schiena di Gerione), anzi non gli viene in mente altro che un proverbio "ne la chiesa coi santi, e in taverna coi ghiottoni (cioè i furfanti)" (vv. 14-15), come a voler dire che a ogni luogo si conface una compagnia "in tema" e che essendo all'Inferno si deve rassegnare a passeggiare con i diavoli.
Come detto dal loro capo Malacoda, i demoni devono pattugliare la pece bollente, per controllare che nessun dannato ne esca. Anche Dante guardando la pece vede i dannati che escono con la schiena, come i delfini, o con la faccia, come le ranocchie (da notare il continuo riferimento a similitudini animalesche, indice della bestialità di questi dannati - Dante era infatti particolarmente avverso ai peccati che riguardavano il denaro - e dello stile comico), le quali si affacciano dall'acqua sugli stagni, ma appena vedono un  serpente si rituffano tutte. Così facevano i dannati, sempre pronti a beffarsi dei diavoli in un continuo gioco di astuzie e furberie contrapposte, diametralmente opposto, per esempio, all'episodio dei centauri (Canto XII), dove nessun dannato pare sognarsi minimamente l'idea di uscire dal sangue bollente del Flegetonte.

### Ciampolo di Navarra - vv. 31-90

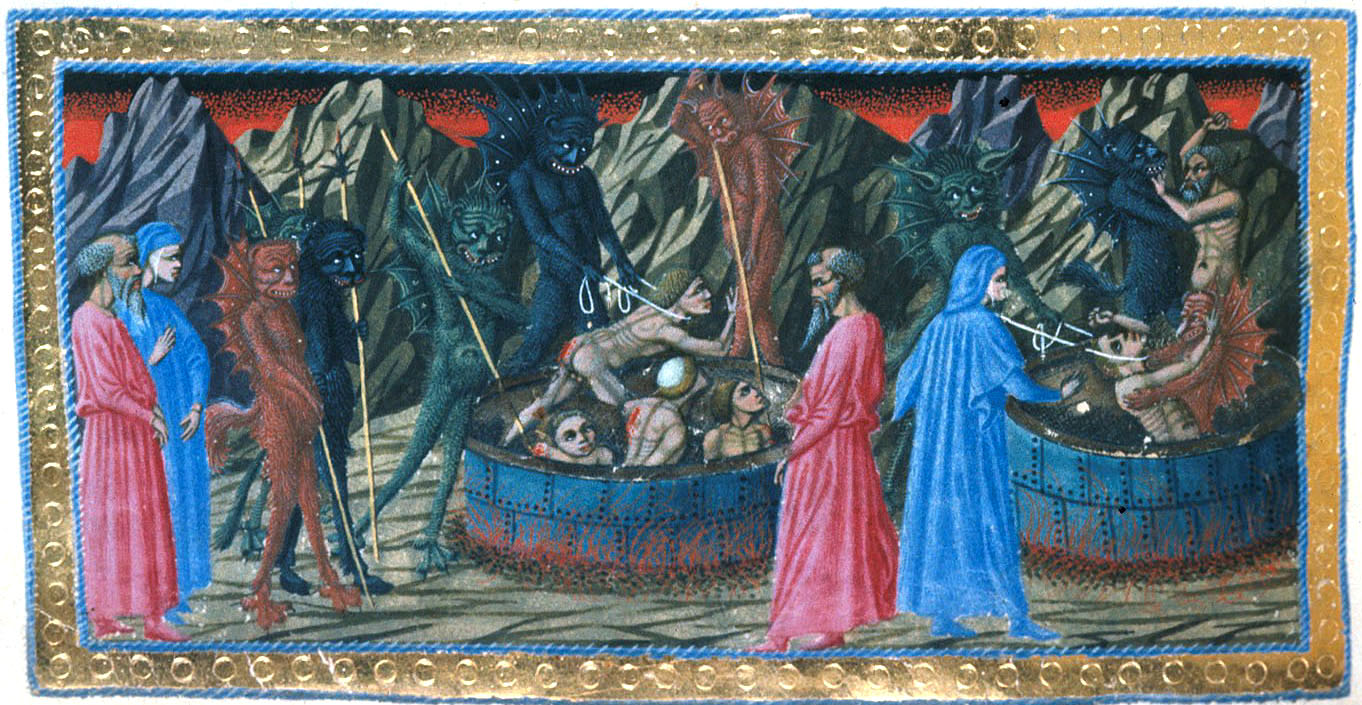
Canto XXII, Priamo della Quercia, miniatura del XV secolo

I barattieri quindi appena vedono l'ombra dei diavoli si rituffano, ma uno di essi (e Dante nel ripensarci mentre scrive se ne raccapriccia ancora), sempre come talvolta fanno le rane, è troppo lento a re-immergersi e viene afferrato da Graffiacane, il diavolo più vicino, che lo prende per i capelli impegolati con l'uncino (con un gesto che oggi potrebbe ricordare quello degli spaghetti con la forchetta) e, tirandolo su come una lontra (nero, lucido per la pece sgrondante) si appresta a scuoiarlo.
Dante, nella sua estrema precisione, premette che dei diavoli si ricorda già tutti i nomi per averli sentiti chiamare a uno a uno e per averli sentiti discorrere nella marcia fin lì. I diavoli stanno gridando "O Rubicante, fa che tu li metti li unghioni a dosso, sì che tu lo scuoi!", ma Virgilio, su richiesta di Dante, chiede che prima il dannato dica chi sia presentandosi.
Egli risponde che è nativo della Navarra e che sua madre lo mise al servizio di un Signore, essendo suo padre già morto per aver distrutto sé e le sue cose (suicida e scialacquatore quindi); entrò poi nella famiglia (intesa qui come insieme dei servi) del re Tebaldo (Thibaut II di Navarra o Thibaut V di Champagne) presso di cui compie il peccato di baratteria per il quale è punito. I commentatori antichi diedero a questa figura il nome di Ciampòlo di Navarra (forse una contrazione di Giampaolo o del francese Jean Paul), ma le notizie storiche su di esso sono limitate al solo testo dantesco.

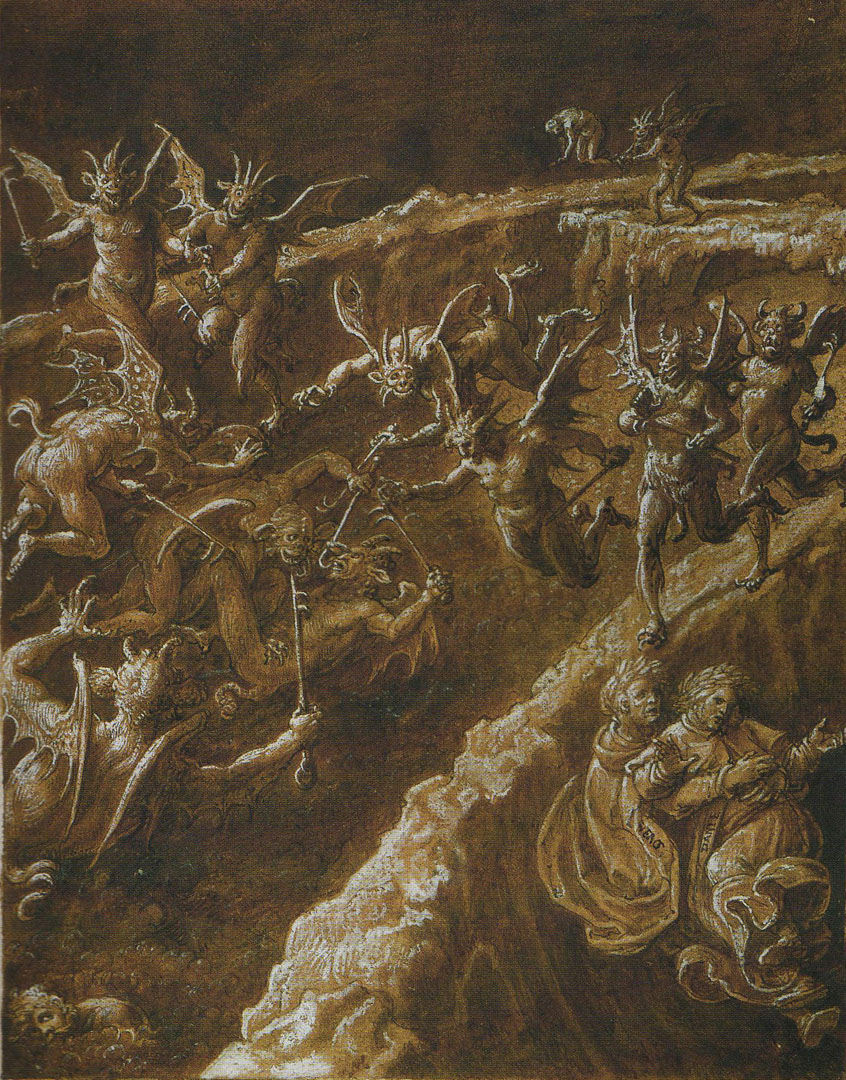
Canto 22, Giovanni Stradano, 1587

Ciriatto allora, il diavolo che somiglia a un porco nel nome e di fatto, fece sentire al dannato come una delle sue zanne, che gli uscivano ai due lati della bocca, ferisse, strusciandola però solamente ("sdruscia"). Dante non è impaurito, ma forse incuriosito da questo sorco finito tra male gatte. Barbariccia, che è il "sergente" di questa truppa, allora "il chiuse con le braccia": chi? Ciriatto o Ciampolo? Sembra più probabile il dannato; e qual è il gesto esattamente? Se dalla scena successiva sembra improbabile che lo tenesse abbracciato (egli infatti si divincolerà) forse allora si potrebbe intendere come egli si sia solo interposto tra i due per contenere i diavoli, magari allargando le braccia, essendo il verbo "chiudere" anche sinonimo di "recintare". Sempre Barbariccia dice poi"State in là, mentr'io lo 'nforco" cioè vorrebbe escludere gli altri diavoli dal piacere della tortura del dannato, anche se qualcuno ci ha letto "inforcare" quale "montare a cavallo" (inforcar li arcioni, come in Pd. VI, 99).
Dante e Virgilio sembrano però tifare una volta tanto per il dannato (una concessione del tutto straordinaria all'ineluttabilità del giudizio divino che commistiona le pene giuste ai dannati, in linea però con l'atipicità di questo brano), quindi gli rivolgono un'altra domanda ritardando il supplizio: "de li altri rii / conosci tu alcun che sia latino (qui sinonimo di italiano)/ sotto la pece?". Il dannato risponde che lì accanto a lui c'era fino a poco fa un "vicino" dell'Italia, un sardo, e che tanto vorrebbe tornare accanto a lui sotto la pece senza paura né di unghia né di uncino.
Nel ritmo incalzante dell'episodio, il discorso di Ciampòlo è di nuovo interrotto dai diavoli. Libicocco, che freme di impazienza per usare l'uncino profferisce laconicamente "Troppo avem sofferto!" e gli stacca un pezzo di braccio con l'arpione. Draghignazzo allora alla vista del sangue si esalta e si avventa sulle gambe del poveretto, ma basta un'occhiataccia del loro capo (il decurio) per fermarli. Le ferite però non sono orride e non danno dolore al malcapitato (si pensi per esempio il raccapriccio di Dante in altre occasioni come con gli scialacquatori o i seminatori di discordie per sottolineare anche qui il tono scanzonato e grottesco), il quale le guarda, ma riprende subito a parlare, spronato da Virgilio.
Il dannato di cui parlava poco fa è Frate Gomita, gallurese, ricettacolo (vasel) di ogni frode, che trattò i nemici del suo signore (suo donno, ricalcato sul sardo che usa come articolo determinativo "su") in maniera che ognuno ne ebbe profitto (lui e loro, intende: prese i soldi e li lasciò liberi; ma anche negli altri offici fu un barattiere, "non picciol, ma sovrano"). Con lui c'è Michele Zanche del Logudoro, e le loro due lingue non si stancano mai di parlare della Sardegna.

### Inganno di Ciampolo e zuffa dei diavoli - vv. 91-151

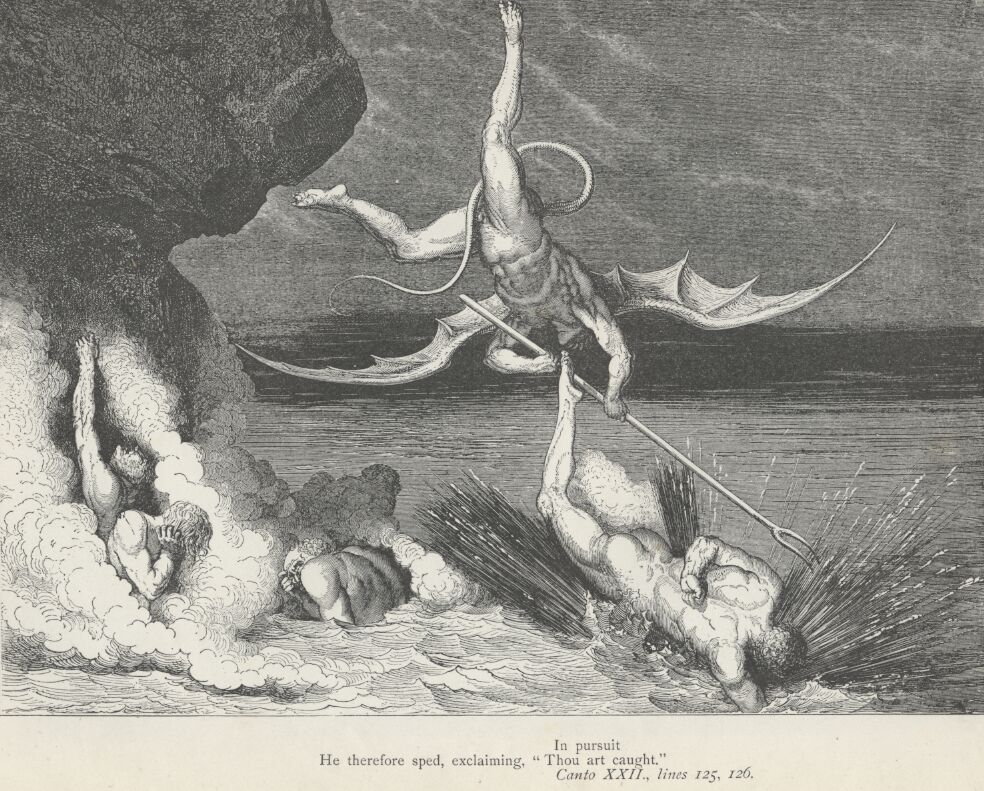
Alichino insegue Ciampolo di Navarra, illustrazione di Gustave Doré

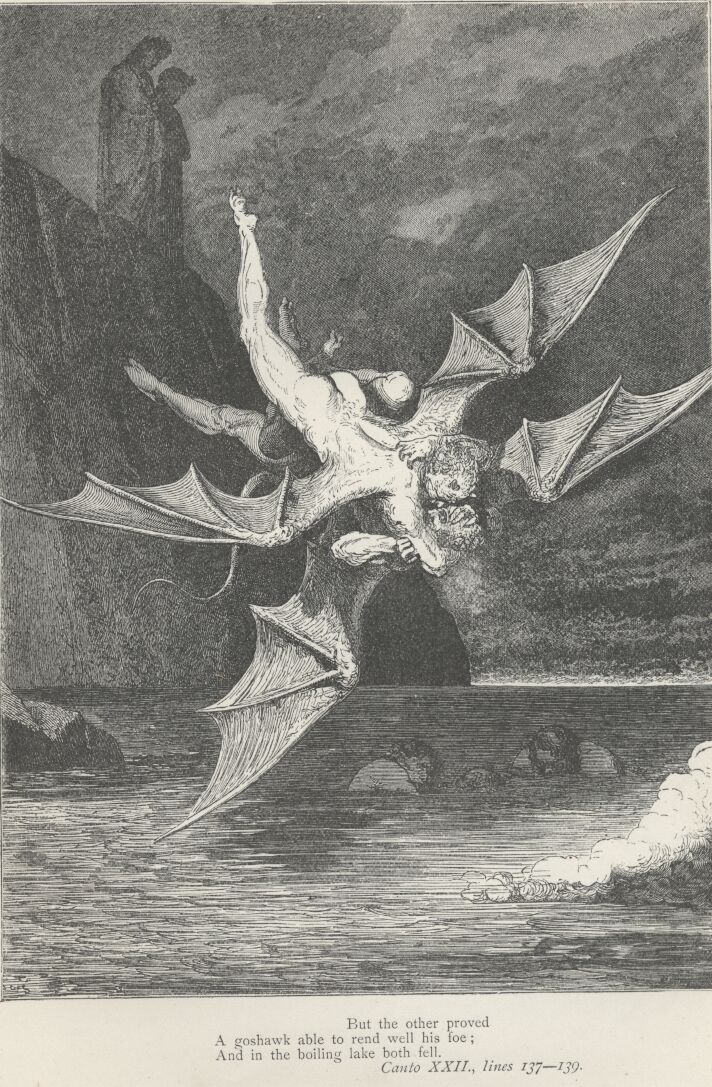
Zuffa dei diavoli, illustrazione di Gustave Doré

Al vedere i diavoli minacciarlo sempre più da vicino, Ciampolo si zittisce. Farfarello sta "stralunando" gli occhi e il gran proposto (un altro modo di indicare ancora Barbariccia, che è stato appunto proposto come capo dagli altri diavoli) lo scaccia: "Fatti 'n costà, malvagio uccello!". Ciampolo allora propone un patto di scambio: se essi (Dante e Virgilio) vogliono vedere altri loro compaesani Toscani e Lombardi, lui li può richiamare se i Malebranche staranno un poco in ritirata (in cesso), così che essi non temano le loro ombre; basterà che egli "suffoli" un segnale convenuto e parecchi (sette con valore indeterminato) usciranno fuori.
Al che Cagnazzo leva il muso e lo accusa di volerli ingannare per tornare nella pece, ma Ciampolo risponde di compiere l'inganno a danno degli altri dannati, adescando i diavoli. Alichino allora, in contrasto con gli altri diavoli, accetta per primo la sua proposta, minacciandolo di riafferrarlo se solo tenta di ributtarsi nella pece ("non ti verrò dietro di galoppo, / ma batterò sopra la pece l'ali" cioè con le mie ali sarò più veloce che un cavallo al galoppo). I diavoli allora convinti da Alichino arretrano appena dietro la riva, coperti anche dalla leggera pendenza delle Malebolge ed il primo a farlo è proprio Cagnazzo, quello che aveva manifestato perplessità, come a intendere il suo spazientimento per il gioco o l'ardimento dopo essere stato convinto: in ogni caso è un realistico particolare psicologico.
Tutti stanno a guardare, ma il Navarrese, studiato il momento giusto, si acquatta e poi spicca il tuffo nella pece beffando tutti. Alichino spicca il salto per acciuffarlo, ma deve fare come il falcone che risale quando l'anatra si nasconde sotto l'acqua: "l'ali al sospetto non potero avanzar" cioè più rapida delle ali fu la paura. Tutti sono presi dai rimorsi, ma più di tutti Alichino e dopo di lui Calcabrina, che aveva seguito il volo sperando che il dannato fuggisse per potersi azzuffare; infatti appena il barattiere sparisce egli rivolge i suoi artigli al compagno, che a sua volta risponde con artigliate da sparvier grifagno. Nella zuffa entrambi però rotolano nella pece bollente.  Il caldo si rivela meraviglioso pacificatore perché i due si separano subito, ma non riescono a rialzarsi in volo con le ali tutte invischiate di pece, e devono essere afferrati dai compagni, pur essendo "già cotti dentro la crosta".
Approfittando della confusione, Dante e Virgilio se ne vanno.

## Lo stile comico
Il canto, ancor più del precedente, assume una forma drammatica (in senso tecnico = teatrale), accentuando l'aspetto di "commedia": e infatti Dante la definisce ludo, che in latino medievale indica una "rappresentazione drammatica" (in francese antico jeu = "gioco" si usa per designare drammi sacri e profani, come nel Le Jeu d'Adam "Dramma di Adamo"). Tema di questo "spettacolo" è una gara di astuzia fra diavoli e barattiere, entrambi fraudolenti per definizione, ma che entrambi finiscono sconfitti: i diavoli perché perdono la preda, il barattiere perché non guadagna altro che la sua pena, tornando nella pece dalla quale era uscito all'inizio per trovare un po' di refrigerio. L'azione scenica è ben rappresentata dal vivace dialogo a più voci, in cui si alternano Dante e Virgilio che parlano con il dannato da una parte, e i diavoli dall'altra, o dal mimo finale. Il registro è comico anche nel linguaggio, nell'assenza di riferimenti alle fonti classiche, così presenti nel resto della Commedia, nelle somiglianze dei peccatori con gli animali (delfini, rane, e poi lontra, ratto, anatra): l'episodio è d'altronde paragonato, nel canto successivo, alla favola esopica della rana e del topo.